# Bryn Smith

Bryn Allan Smith (né le 11 août 1955 à Marietta, Géorgie, États-Unis) est un ancien lanceur des Ligues majeures de baseball qui a évolué de 1981 à 1993 pour les Expos de Montréal, les Cardinals de Saint-Louis et les Rockies du Colorado.

## Carrière

### Expos de Montréal
Smith n'a jamais été repêché et a fait ses débuts à 26 ans avec les Expos de Montréal, où il passa la majorité de sa carrière. Il y connaîtra six saisons consécutives de dix victoires ou plus entre 1984 et 1989. À Saint-Louis, il ajoutera une saison de 12 gains en 1991. 
Bryn Smith a connu sa meilleure saison en carrière avec les Expos en 1985, alors qu'il présenta un dossier de 18 victoires contre 5 défaites, avec une moyenne de points mérités de 2,91 et 127 retraits au bâton. Il établit des sommets personnels au chapitre de la moyenne de points mérités (2,84) et des retraits au bâton (129) lors de la saison 1989, toujours avec Montréal.
Lors de l'été 1989, Smith est ridiculisé dans la presse lorsque son épouse Patti se plaint du fait qu'elle doive se rendre à Plattsburgh car elle est incapable de trouver des « denrées importantes, comme des Doritos » à Montréal,. Smith quitte le 28 novembre suivant en signant un contrat comme agent libre avec les Cardinals de Saint-Louis.

### Cardinals de Saint-Louis
Bryn Smith joue trois saisons avec Saint-Louis, la dernière comme releveur.

### Rockies du Colorado
Le 7 décembre 1992, il signe comme agent libre avec les Rockies du Colorado, une nouvelle franchise devant faire ses débuts dans la Ligue nationale la saison suivante.
Bryn Smith fut le lanceur partant pour le premier match à domicile de la nouvelle équipe, devant plus de 80 000 spectateurs (un record à l'époque) le 9 avril 1993 au Mile High Stadium de Denver. Il fut le lanceur gagnant dans un gain de Colorado, 11-4 sur Montréal, ce qui représentait la toute première victoire de l'histoire des Rockies. Le droitier fut utilisé comme partant et en relève au cours de cette saison, à l'issue de laquelle il prit sa retraite.